# Кубок Кіпру з футболу
Ку́бок Кі́пру з футбо́лу — щорічне футбольне плей-оф змагання для кіпріотських футбольних клубів, що проводиться Кіпрською федерацією футболу.

## Переможці та фіналісти
| Клуб                  | Перемоги | Фінали | Сезони |
| --------------------- | -------- | ------ | --- |
| АПОЕЛ                 | 21       | 11     | 1937, 1941, 1947, 1951, 1963, 1968, 1969, 1973, 1976, 1978, 1979, 1984, 1993, 1995, 1996, 1997, 1999, 2006, 2008, 2014, 2015 |
| Омонія                | 16       | 8      | 1965, 1972, 1974, 1980, 1981, 1982, 1983, 1988, 1991, 1994, 2000, 2005, 2011, 2012, 2022, 2023                               |
| Анортосіс             | 11       | 6      | 1949, 1959, 1962, 1964, 1971, 1975, 1998, 2002, 2003, 2007, 2021                                                             |
| Аполлон               | 9        | 8      | 1966, 1967, 1986, 1992, 2001, 2010, 2013, 2016, 2017                                                                         |
| АЕЛ                   | 7        | 12     | 1939, 1940, 1948, 1985, 1987, 1989, 2019                                                                                     |
| ЕПА Ларнака           | 5        | 3      | 1945, 1946, 1950, 1953, 1955                                                                                                 |
| АЕК                   | 3        | 2      | 2004, 2018, 2025 |
| Траст                 | 3        | 1      | 1935, 1936, 1938 |
| Четинкая Турк         | 2        | 1      | 1952, 1954 |
| Пезопорікос           | 1        | 7      | 1970 |
| Олімпіакос            | 1        | 4      | 1977 |
| Неа Саламіна          | 1        | 2      | 1990 |
| Пафос                 | 1        | 1      | 2024 |
| АПОП                  | 1        | 0      | 2009 |
| Аїкі Ларнака          | 0        | 5      | |
| Енозіс Неон Паралімні | 0        | 4      | |
| Етнікос               | 0        | 2      | |
| Аріс                  | 0        | 1      | |
| Дігеніс Морфу         | 0        | 1      | |
| Левкоса               | 0        | 1      | |